# 小雲朵
《小雲朵》（A Little Cloud），愛爾蘭作家喬伊斯短篇小說，收錄於《都柏林人》一書，A Little Cloud的題目來自於聖經典故。

小錢德勒（Little Chandler）和他的老友伊乃休·蓋勒（Ignatius Gallaher）相約吃午餐，兩人有八年沒見面，小錢德勒已經結婚一年，生了一個小孩，蓋勒在英國某家報社當記者，目前還是單身。這時兩人都抽著雪茄，透過瀰漫的煙霧，蓋勒對小錢說了許多異國風光的故事，小錢喝點威士忌後，問蓋勒說，走過這麼多國家，你大概會覺得都柏林很無趣吧。蓋勒回答說：“來這裡總是會感覺比較輕鬆，你知道吧，畢竟，這裡是故鄉嘛”（"it's a relaxation to come over here, you know. And, after all, it's the old country, as they say, isn't it? You can't help having a certain feeling for it. That's human nature..."）蓋勒又對小錢說了一些衷心祝福的話。小錢邀請蓋勒到他家坐坐，蓋勒說他剛好有個牌局，下次吧，我們再喝一杯。這時小錢覺得自己論出身並不輸給蓋勒，成就理該比他大才是，而現在蓋勒卻對他施予友誼與關懷。小錢問蓋勒何時要成家，蓋勒說他不會因為一個女人定下來的。小錢還是覺得蓋勒一定會結婚的。
小錢回到家後，感覺到都柏林的景象與生活方式，更顯得毫無生氣，在房間裡，他對著兒子吼叫，小嬰兒一驚，哇啦地哭起來。這時妻子開門進來大罵，問他為什麼沒把小孩子照顧好，小錢頓時無語，兒子在妻子的安慰下停止了哭聲。小錢這時流下悔恨的淚水。